# Männiku

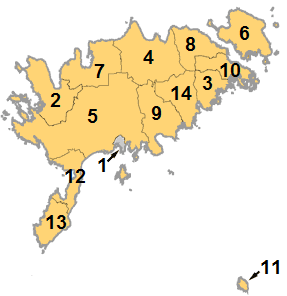
Männiku localiza-se no interior da área 14, na região de Saare.

Männiku é uma aldeia no município rural de Valjala, na região de Saare, oeste da Estônia.